# 伊號第四十七潛艦
伊號第四七潜水艦（いごうだいよんじゅうななせんすいかん）是大日本帝国海军的一艘潜水艇。為伊一六型潜水艦（丙型潜水艦）的7號艦。依據1941年的昭和17年度計劃(通稱丸急計劃)，1942年11月21日於於佐世保海軍工廠開工，1944年7月10日完工。

## 艦歷
- 1941年（昭和16年）計劃在丸急計劃（日语：マル急計画）中啟動建造
- 1942年11月21日 在佐世保海軍工廠開工建造
- 1943年9月29日 下水
- 1944年7月10日 竣工。同日配属至第6艦隊第11潜水戰隊。
  - 10月8日 编入第15潜水隊。
  - 11月6日 作为回天攻擊隊（菊水隊）一员从大津島出港。
  - 11月20日 烏利西環礁投放4具回天將加油艦「密西西內瓦」擊沈。
  - 11月30日 回到吴港。
- 1945年1月12日 在查亞普拉附近投放4具回天。
  - 4月 作为天武隊的一员向冲绳方向前进，投放4具回天。
  - 7月19日 作为多聞隊的一员前往冲绳
  - 8月11日 回到吴港，并在此迎来战争的结束。
  - 11月30日 除籍。
- 1946年4月1日 五島列島海域遭美国海軍海没处分。

## 歴代艦長

### 艤装員長
- 折田善次少校（1944年4月15日-）

### 艦長
- 折田善次少校（1944年7月10日-）
- 鈴木正吉少校（1945年4月24日-）

## 同型艦
Template:伊一六型潜水艦